# Abas (rei da Eubeia)
Abas ou Abante é uma das personagens da mitologia grega. Segundo Higino, foi um filho de Netuno e Aretusa, filha de Nereu. É também referido por Apolónio de Rodes, na Argonáutica, livro 1, onde se fala do seu filho Caneto. Era, ainda, pai de Calcodonte. Foi o fundador da linhagem dos Abântidas, referida por Homero na Ilíada.
Abas foi o primeiro a reinar na Eubeia, e teve dois filhos com Aglaia, Calcodonte e Caneto.
Calcodonte foi o pai de Elefenor, cuja mãe, segundo Pseudo-Apolodoro, era Alcione  ou, segundo outras fontes, era Imonarete. Abas foi morto, acidentalmente, por Elefenor, porque este viu o avô sendo conduzido com um escravo, que não o tratava com o devido cuidado, e, ao tentar acertar o escravo com um porrete, atingiu o avô, matando-o. Elefenor foi banido da Eubeia depois deste evento.
Abas foi sucedido por Calcodonte.